# Xylopia venezuelana
Xylopia venezuelana este o specie de plante angiosperme din genul Xylopia, familia Annonaceae, descrisă de Robert Elias Fries. Conform Catalogue of Life specia Xylopia venezuelana nu are subspecii cunoscute.